# Pohjoisjärvi
Pohjoisjärvi är en sjö i kommunen Keuru i landskapet Mellersta Finland i Finland. Sjön ligger 109,3 meter över havet. Arean är 3,05 kvadratkilometer och strandlinjen är 19,38 kilometer lång. Sjön  ingår i Kumo älvs huvudavrinningsområde.   Den ligger omkring 47 kilometer väster om Jyväskylä och omkring 230 kilometer norr om Helsingfors. 
I sjön finns öarna Koppelisaari, Luoto, Vohlasaari, Lammassaari och Korkeasaari. 